# Европейски път E36
Европейски път Е36 е европейски автомобилен маршрут от категория А, свързващ градовете Берлин (Германия) и Легница (Полша). Дължината на маршрута е 283 km.

## Маршрут
Маршрутът на Е36 преминава през две европейски страни:
- Германия: Берлин – Любен – Любенау – Котбус – Форст —
- Полша: Жари – Жаган – Болеславец – Легница

Е36 е свързан със следните маршрути:
| - E55 - E30 - E51 - E26 | - E28 - E251 - E40 |